# Manuel António Ferreira Deusdado
Manuel António Ferreira Deusdado (Rio Frio, Bragança, 7 de Abril de 1858 — Lisboa, 21 de Dezembro de 1918) foi um pedagogo e pedagogista, filósofo, pensador, escritor e publicista português, que se notabilizou pela publicação da Revista de Educação e Ensino, na qual pugnou pela reforma do sistema educativo, com destaque para o ensino da Geografia. Também se dedicou ao estudo da filosofia tomista e da filosofia do Direito, com múltiplos trabalhos sobre as reformas dos sistemas presidiários e penitenciários de reabilitação penal e sobre a imputabilidade. Católico militante e conservador, com um pensamento no qual estão presentes laivos de nacionalismo, é reconhecido como um dos precursores do movimento do Integralismo Lusitano.

## Biografia
Manuel António Ferreira Deusdado foi filho de José António Deusdado, um dos miguelistas que assinaram a Convenção de Évora Monte, e trineto do último Cavaleiro de Miranda (com este nome assinou vários escritos). Destinado a seguir uma carreira jurídica, cursou os estudos preparatórios em Bragança e Vila Real, enveredando depois pelos estudos literários, o que o levou a ingressar no Curso Superior de Letras, então ministrado em Lisboa.
Ainda um distinto aluno do Curso do Superior de Letras, com apenas 25 anos, representou o ensino particular no Conselho Superior de Instrução Pública.
Completado o curso em 1881, foi nomeado lente auxiliar extraordinário de Literatura Grega no Curso Superior de Letras, função que exerceu entre 1882 e 1895. Como docente do Curso Superior de Letras, foi colega de intelectuais como Teófilo Braga, Jaime Moniz e Adolfo Coelho, entre outros.
A partir de 1890 é também professor do Liceu de Lisboa, cargo que manteve até 1900, dedicando-se principalmente, ao ensino de Geografia e de Filosofia.
Foi um dos co-fundadores da Revista de Educação e Ensino, um periódico dedicado à pedagogia que atraiu a colaboração de alguns dos principais intelectuais portugueses da época. Naquela revista, que se publicou em Lisboa entre 1886 e 1900, e de que foi director e o grande animador entre 1888 e 1900, expendeu a sua visão conservadora e antiliberal da educação, o que lhe valeria mais tarde os encómios de António Sardinha, que lhe dedicaria a sua obra Ao Ritmo da Ampulheta, escrevendo: Ferreira Deusdado foi um herói da inteligência - um antecipado, e por isso mesmo, sacrificado. Foi por muitos considerado, embora injustamente, um precursor da ideologia do Estado Novo em matérias de educação.
Apesar disso, a Revista de Educação e Ensino é considerada a mais importante publicação de teoria e história das ciências pedagógicas em Portugal.
Interessou-se também pelas metodologias de reeducação e recuperação de delinquentes, dedicando-se ao estudo das reformas dos sistemas presidiários e penitenciários europeus, matéria em que foi um autor de vanguarda, propondo que o cumprimento das sentenças se fizesse em ordem à reinserção social dos presos.
Também se dedicou às questões do ensino da História e da Geografia, disciplinas para as quais elabora os programas da reforma de 1886, nos quais tenta conciliar as posições de europeistas e africanistas.
Apesar da maioria dos seus textos serem sobre temas filosóficos e de discussão de questões penitenciárias, Ferreira Deusdado ganhou um interesse crescente pelo ensino da Geografia, disciplina que reputa de fundamental para a formação da consciência nacional, numa leitura ideológica já eivada de nacionalismo, que se reforça com o ultimato britânico de 1890. Este seu interesse levou-o a publicar, em 1891 e 1892, dois manuais escolares de Geografia, que apesar de inovadores tiveram limitado sucesso editorial, em parte devido à imposição do uso do compêndio oficial único.
Para além de múltiplos artigos em periódicos e comunicações diversas, escreveu e publicou várias obras, que alcançaram honrosas referências tanto em Portugal como no estrangeiro.
Nos seus escritos revelou qualidade estilística, revelando-se detentor de um notável pensamento filosófico com maior incidência e acuidade nas áreas da antropologia cultural, nas ciências da educação, na moral e na ética, as quais abordou num quadro de idealismo realista. Católico empenhado, aderiu ao movimento neotomista, historiando a tradição portuguesa de pensamento tomista. Este interesse pelo pensamento de São Tomás de Aquino mereceu-lhe o louvor do futuro cardeal Désiré-Joseph Mercier, primaz da Bélgica, que então promovia o movimento de renovação tomista nas escolas do seu país.
Tendo ganho renome internacional como distinto e moderno pensador, durante este período foi delegado do governo português em diversos congressos internacionais, entre os quais o IV Congresso Penitenciário Internacional, que reuniu em São Petersburgo, Rússia, no ano de 1890, onde foi eleito vice-presidente de honra. Outro evento em que participou foi o III Congresso de Antropologia Criminal. Realizado em 1892 na cidade de Bruxelas, do qual foi eleito presidente de honra.
Neste período foi alvo de várias distinções oficiais e académicas em diversos países europeus. Foi sócio da Academia Real das Ciências de Lisboa, da Real Academia de História de Madrid e comendador da Ordem Imperial de Santo Estanislau da Rússia, e recebeu a comenda da Ordem de Isabel a Católica. Foi homenageado com o doutoramento honoris causa, em Filosofia e Letras, pela Universidade Católica de Louvain.
Quando a reforma liceal de 1894/1895 levou à subalternização do ensino da Geografia, insurge-se, praticamente isolado, contra a perda de importância de uma disciplina que considerava central. Com isso desencadeou uma polémica leva o Governo a pronunciar-se, e forma inédita, sobre o significado escolar da Geografia nas páginas do Diário do Governo.
Na sequência daquela polémica, publicou em 1896 um trabalho de defesa do ensino da Geografia que intitulou A Reforma do Ensino Geográfico: princípios pedagógicos em Geografia. Esta obra foi a primeira, e uma das poucas, publicada em Portugal sobre o ensino de Geografia.
Em conflito aberto com o Governo, foi com um certo sabor a exílio que este polémico católico conservador, após uma breve passagem por Braga, foi colocado em 1900 no Liceu de Angra do Heroísmo, nos Açores. Ali, durante cerca de 17 anos, foi professor de História e Geografia e, durante alguns períodos, reitor interino.
Enquanto foi professor do Liceu de Angra do Heroísmo, cargo em que se reformou, levou a efeito importantes inovações pedagógicas e metodológicas. A sua inserção no meio açoriano, a colaboração generosa que deu a vários jornais das ilhas Terceira e São Miguel, para os quais escreveu artigos históricos e sobre lendas açorianas, para além dos estudos que dedicou às ilhas, tornaram-no um açoriano adoptivo. Foi notável a sua colaboração com Ernesto Ferreira, em cuja revista ‘’Phenix’’, que então se publicava em Vila Franca do Campo, publicou interessantes artigos. Na sua colaboração utilizava com frequência o pseudónimo Cavaleiro de Ferreira.
Ferreira Deusdado interessou-se pelas tradições culturais de Trás-os-Montes, o seu folclore e tradições, bem como pela língua mirandesa, promovendo a publicação na Revista de Educação e Ensino uma tradução para mirandês de parte do Novo Testamento, um dos primeiros textos publicados naquela língua. O seu sobrinho, Domingos Augusto de Miranda Ferreira Deusdado, continuou o seu trabalho neste campo, afirmando-se como regionalista transmontano e cultor da língua mirandesa.
Durante a sua permanência nos Açores também se interessou pela história e tradições culturais açorianas, publicando diversos artigos sobre a matéria e escrevendo uma obra de cunho regionalista que intitulou Quadros Açóricos.
Faleceu em Lisboa, onde fora procurar cura para as doenças que o afligiam, num relativo esquecimento. Apesar disso, Ferreira Deusdado é uma referência obrigatória para a história da educação, com a generalidade dos estudiosos a se lhe referirem em termos elogiosos, e para a história da filosofia do Direito em Portugal.
A Associação Portuguesa de Geógrafos atribui o Prémio Ferreira-Deusdado, um prémio bienal de carreira dirigido a professores de Geografia do ensino básico e secundário, com 36 ou mais anos. O Prémio Ferreira-Deusdado é patrocinado pela Câmara Municipal de Bragança, concelho de onde era natural o Dr. Manuel António Ferreira-Deusdado.

## Obras publicadas
- Ensaios de Filosofia Actual, 1888;
- La Philosophie Thomiste au Portugal, 1898;
- Pensamentos, 1903;
- Notas de um Viajante ao Império Russo, Lisboa, 1890 (reeditado em Angra do Heroísmo em 1916);
- Estudos sobre Criminalidade e Educação, Lisboa, 1889;
- A Literatura Grega e Latina, Lisboa, 1889;
- Essais de Psychologie Criminelle, Louvain, 1890;
- Ideias sobre Educação Correcional, Lisboa, 1890;
- Plano de uma Escola Colonial Portuguesa, Lisboa, 1890;
- Elementos de Geografia Geral, Lisboa, 1891;
- O Ensino Carcerário e o Congresso Penitenciário Internacional de São Petersburgo, Imprensa Nacional, Lisboa, 1891;
- Psicologia Aplicada à Educação, Lisboa, 1892;
- O Recolhimento da Mófreita e o Espírito das Ordens Religiosas, Lisboa, 1892;
- Corografia de Portugal Ilustrada, Guillard, Lisboa, 1893;
- A Antropologia Criminal e o Congresso de Bruxelas, Lisboa, 1894;
- A Reforma do Ensino Geográfico, Lisboa, 1896;
- La Philosophie Thomiste em Portugal, Bruxelas, 1896 (tradução portuguesa: A Filosofia Tomista em Portugal, Porto, 1978);
- A Sugestão Hipnótica na Educação, Lisboa, 1898;
- Elogio Histórico do Dr. José Augusto Nogueira de Sampaio, Angra do Heroísmo, 1902;
- Pensamentos, Angra do Heroísmo, 1903;
- Carta aberta ao Senhor D. Miguel de Bragança, Angra do Heroísmo, 1904;
- Quadros Açóricos, Angra do Heroísmo, 1907;
- Educadores Portugueses, Angra do Heroísmo, 1909 (nova edição crítica, Porto, 1995);
- Perfil do Conselheiro Teixeira de Sousa, Angra do Heroísmo, 1910;
- Escorços Transmontanos, Angra do Heroísmo, 1912;
- A Crise do Ideal na Arte, Angra do Heroísmo, 1916;
- O Senhor D. Manuel V, bispo de Angra, Angra do Heroísmo, 1916;
- La Philosophie Thomiste en Portugal in Revue Neo-Scolastique de Philosophie, Lovaina, 1898;
- Bosquejo histórico de puericultura. Educadores portugueses, 1909;
- A necessidade da preparação pedagógica no professorado português, Revista de Educação e Ensino, 4, 155-158;
- Os pauliteiros de Miranda, Diário de Notícias, n.º 11659, de 19 de maio de 1898.